# イントリーギング
イントリーギングまたはイントリギュイング（欧字名:Intriguing、1964年2月16日 - 1980年頃）は、アメリカ合衆国の競走馬。
競走馬としては大成できなかったが、繁殖牝馬としては1971年アメリカ最優秀2歳牝馬のナンバードアカウントを送り出すなど、大きな成功を収めた。

## 生涯
1964年、バックパサーなどを手掛けたオグデン・フィップスによって生産された。1966年にはナショナルスタリオンステークスおよびアディロンダックステークスで共に2着に入り、同年のアメリカ最優秀2歳牝馬であるリーガルグリームに次ぐ評価を得た。しかし体質に問題があり、6戦2勝の戦績で引退。
引退後は自身の生産者であるフィップスの下で繁殖生活を送り、ナンバードアカウントを含む3頭のステークスウィナーを送り出した。1980年に出産したサーアイヴァーとの仔馬が最後の産駒となり、以降の動向は不明。

## 主要なファミリーライン
- Tregonwell's Natural Barb Mare - F-No.1始祖
  - （10代省略）
    - Web 1808 - F-No.1-s始祖
      - （11代省略）
        - La Troienne 1926 ---←ラトロワンヌ系へ
          - Baby League 1935
            - Striking 1947 ---←ストライキング系へ
              - Glamour 1953
                - Intriguing 1964 ---↓(改行)

牝系図の主要な部分（G1級競走優勝馬、日本のグレード制重賞優勝馬、その他個別記事のある馬）は以下の通り。*は日本に輸入された馬。
---↓イントリーギング系
- Intriguing 1964 
  - Numbered Account 1969（スピンスターステークスなど） 
    - Private Account 1976（ガルフストリームパークハンデキャップ、ワイドナーハンデキャップ）
    - Secret Asset 1977 
      - *アサティス 1985（伊ジョッキークラブ大賞）

    - Dance Number 1979（ベルデイムハンデキャップ） 
      - Oscillate 1986  
        - Takesmybreathaway 1998 
          - Frost Giant 2003（サバーバンハンデキャップ）

        - Oregon Trail 1999
          - *オレゴンレディ 2007
            - ゴールデンハインド 2020（フローラステークス）

      - *リズム 1987（BCジュヴェナイル、トラヴァーズステークス）
      - Get Lucky 1988 
        - Supercharger 1995 
          - Super Saver 2007（ケンタッキーダービー）

        - She's a Winner 1996 
          - Bluegrass Cat 2003（ハスケルステークス）

        - Daydreaming 2001
          - Snooze 2007
            - Special Treat 2012
              - Chocolate Gelato 2020（フリゼットステークス）

          - Imagining 2008（マンノウォーステークス）

        - Malka 2005
          - Got Lucky 2011（スピンスターステークス）

        - Girolamo 2006（ヴォスバーグステークス）

  - Fascinating Trick 1970 
    - Northern Naiad 1982 
      - Grey Way 1993 
        - Distant Way 2001（イタリア共和国大統領賞）
        - Way To Paris 2013（サンクルー大賞）

  - Special Account 1972 
    - Bank On Love 1979 
      - Atyaaf 1989
        - Nasaieb 1997
          - Plying 2010
            - Alcohol Free 2018（コロネーションステークスなどGI4勝）

    - Gallant Sister 1981 
      - Lyphard Gal 1990
        - Heritage Of Gold 1995（アップルブロッサムハンデキャップ、ゴーフォーワンドハンデキャップ）

    - Awesome Account 1982 
      - Alive With Hope 1991 
        - America Alive 2001（オールドフォレスター・ターフクラシックステークス）

  - *プレイメイト 1975 
    - Woodman 1983
    - *クラウンフォレスト 1990  
      - ニューイングランド 1997
      - クラウンアスリート 2000 
        - ハンソデバンド 2007（共同通信杯）

- 出典：牝系検索α

## 血統表
| イントリーギングの血統 | イントリーギングの血統                  | イントリーギングの血統                  | （血統表の出典）                        | （血統表の出典） |
| 父系                   | ハイペリオン系                          | ハイペリオン系                          | ハイペリオン系                          |                  |
| 父 Swaps 栗毛 1952     | 父の父Khaled 黒鹿毛 1943                | Hyperion                                | Gainsborough                            | Gainsborough     |
| 父 Swaps 栗毛 1952     | 父の父Khaled 黒鹿毛 1943                | Hyperion                                | Selene                                  |                  |
| 父 Swaps 栗毛 1952     | 父の父Khaled 黒鹿毛 1943                | Eclair                                  | Ethnarch                                | Ethnarch         |
| 父 Swaps 栗毛 1952     | 父の父Khaled 黒鹿毛 1943                | Eclair                                  | Black Ray                               |                  |
| 父 Swaps 栗毛 1952     | 父の母Iron Reward 鹿毛 1946             | Beau Pere                               | Son-in-Law                              | Son-in-Law       |
| 父 Swaps 栗毛 1952     | 父の母Iron Reward 鹿毛 1946             | Beau Pere                               | Cinna                                   |                  |
| 父 Swaps 栗毛 1952     | 父の母Iron Reward 鹿毛 1946             | Iron Maiden                             | War Admiral                             | War Admiral      |
| 父 Swaps 栗毛 1952     | 父の母Iron Reward 鹿毛 1946             | Iron Maiden                             | Betty Derr                              |                  |
| 母 Glamour 鹿毛 1953   | 母の父Nasrullah 鹿毛 1940               | Nearco                                  | Pharos                                  | Pharos           |
| 母 Glamour 鹿毛 1953   | 母の父Nasrullah 鹿毛 1940               | Nearco                                  | Nogara                                  |                  |
| 母 Glamour 鹿毛 1953   | 母の父Nasrullah 鹿毛 1940               | Mumtaz Begum                            | Blenheim                                | Blenheim         |
| 母 Glamour 鹿毛 1953   | 母の父Nasrullah 鹿毛 1940               | Mumtaz Begum                            | Mumtaz Mahal                            |                  |
| 母 Glamour 鹿毛 1953   | 母の母Striking 鹿毛 1947                | War Admiral                             | Man o' War                              | Man o' War       |
| 母 Glamour 鹿毛 1953   | 母の母Striking 鹿毛 1947                | War Admiral                             | Brushup                                 |                  |
| 母 Glamour 鹿毛 1953   | 母の母Striking 鹿毛 1947                | Baby League                             | Bubbling Over                           | Bubbling Over    |
| 母 Glamour 鹿毛 1953   | 母の母Striking 鹿毛 1947                | Baby League                             | La Troienne                             |                  |
| 母系(F-No.)            | (FN:1-s)                                | (FN:1-s)                                | (FN:1-s)                                | [ § 2 ]          |
| 5代内の近親交配        | War Admiral：M3×S4、The Tetrarch：S5×M5 | War Admiral：M3×S4、The Tetrarch：S5×M5 | War Admiral：M3×S4、The Tetrarch：S5×M5 | [ § 3 ]          |
| 出典                   | 1. 2. 3.                                | 1. 2. 3.                                | 1. 2. 3.                                | 1. 2. 3.         |

- 半弟Boucherは1972年英セントレジャー勝ち馬。
- 本馬の半妹でBoucherの全妹Glorifyingの子孫にケイティブレイブがいる。